# Região de Planejamento do Alto Turi
A Região de Planejamento do Alto Turi é uma das 32 Regiões de Planejamento do Estado do Maranhão. Localiza-se na região noroeste do Estado e é banhado pelas águas do Rio Turiaçu, situando-so no curso médio desse que é o seu maior e principal rio.
Zé Doca é a maior cidade e o município-sede da Região.

## Formação
A Região é formada por seis municípios:
- Araguanã
- Governador Newton Bello
- Nova Olinda do Maranhão
- Presidente Médici
- Santa Luzia do Paruá
- Zé Doca